# Abuja
Abuja (vyslov abudža) či Abudža je hlavním městem Nigérie. Má přibližně 1,69 milionu obyvatel. Jeho rozloha je 250 km², resp. 713 km².

## Historie
V roce 1976 bylo rozhodnuto o přesunutí hlavního města z Lagosu do nově zbudované metropole v centrální části země, v tzv. Federal Capital Territory. Jedná se o vybudování nové metropole na zelené louce, podobně jako například město Brasilia. Abuja se stala hlavním městem v roce 1991.
Dodnes se nepodařilo městu vetknout opravdu metropolitní ráz. Po dlouhou dobu byla Abuja téměř prázdným městem, do kterého se přestěhovali úředníci z Lagosu. Mnoho zahraničních velvyslanectví bylo do Abuji přesunuto, ale řada zemí si v Lagosu ponechala alespoň konzulát.

## Zajímavost
K panoramatu Abuji neodmyslitelně patří 400 m vysoká skála Zuma – monolit vzniklý erozí. Skála Zuma se nachází u hlavní silnice z Madally do Kaduny, asi 15 km západně od sídelní části Abuji Gwarimpy.

## Partnerská města
- Buffalo, New York, USA
- Toronto, Kanada